# جيسي تشافيز
جيسي تشافيز (بالإنجليزية: Jesse Chavez)‏ هو لاعب كرة قاعدة أمريكي، ولد في 21 أغسطس 1983 في فيكتورفيل في الولايات المتحدة.

## وصلات خارجية
- جيسي تشافيز على موقع دوري كرة القاعدة الرئيسي (الإنجليزية)
- جيسي تشافيز على موقعبيزبول رفرنس.كوم (الدوري الرئيسي) (الإنجليزية)
- جيسي تشافيز على موقعبيزبول رفرنس.كوم (الدوري الثانوي) (الإنجليزية)
- جيسي تشافيز على موقع إي إس بي إن.كوم (أم.أل.بي) (الإنجليزية)
- جيسي تشافيز على موقع مشجعي الرسوم البيانية (الإنجليزية)